# Sous le soleil de Toscane (film)
Pour les articles homonymes, voir Sous le soleil de Toscane.
Pour plus de détails, voir Fiche technique et Distribution.
Sous le soleil de Toscane (titre original : Under the Tuscan Sun) est un film américano-italien, le deuxième long métrage réalisé par Audrey Wells.
Présenté en avant-première aux États-Unis le 20 septembre 2003, il sort dans ce pays et au Canada six jours plus tard et sur les écrans français le 3 mars 2004.

## Synopsis
Jusque-là paisible, la vie de Frances, écrivain et critique littéraire de 35 ans à San Francisco, bascule quand son époux lui annonce sa liaison avec une autre femme et demande le divorce. Elle est très affectée par cette rupture et, sur les conseils de Patti, sa meilleure  amie, elle décide de visiter l'Italie. Lors d'une excursion dans la campagne toscane, le car, afin de laisser passer un troupeau de moutons, s'arrête devant une villa à vendre, dénommée Bramasole, celle-là même que Frances a déjà remarquée parmi les annonces d'une agence immobilière de Cortone. Elle y voit un signe et décide aussitôt de l'acheter. L'état de la villa et du jardin nécessitent des travaux de rénovation qu'elle confie à un chef de chantier, à la tête d'une équipe d'ouvriers polonais.
Son nouvel environnement a des conséquences bénéfiques. Frances reprend goût à la vie, entretient d'excellentes relations avec ses voisins et ses employés, se lie d'amitié avec Martini, l'agent immobilier. À Rome, elle rencontre Marcello, un séduisant antiquaire, dont elle tombe sous le charme,...

## Fiche technique
- Titre : Sous le soleil de Toscane
- Titre original : Under the Tuscan Sun
- Réalisation : Audrey Wells
- Scénario : Audrey Wells, d'après le roman éponyme de Frances Mayes
- Musique : Christophe Beck
- Direction de la photographie : Geoffrey Simpson
- Montage : Arthur Coburn • Andrew Marcus • Todd E. Miller
- Décors : Stephen McCabe
- Direction artistique : Franco Fumagalli • Gianni Giovagnoni
- Costumes : Nicoletta Ercole
- Son : Clive Winter
- Producteurs : Katie DiMento • Laura Fattori • Mark Gill • Jon Goldman • Sandy Kroop • Edoardo Petti • Tom Sternberg • Audrey Wells
- Sociétés de production : Touchstone Pictures • Timnick Films • Blue Gardenia Productions • Tatiale Films
- Sociétés de distribution : Gaumont Buena Vista International (pour la France) • Buena Vista Pictures (pour les États-Unis) • Buena Vista International Italia (pour l'Italie)
- Budget : 18 000 000 $ (estimation)
- Pays :  États-Unis •  Italie
- Langue : Anglais
- Genre : Comédie dramatique
- Format : Couleur (technicolor) • 35 mm • 1,85:1
- Dates de sortie : 
  -  Canada et  États-Unis : 26 septembre 2003
  -  France : 3 mars 2004
  -  Italie : 7 mai 2004
- Durée: 113 minutes

## Distribution
Légende doublage : VF = Version Française, et VQ = Version Québécoise
- Diane Lane (VF : Martine Irzenski ; VQ : Anne Bédard) : Frances
- Sandra Oh (VF : Yumi Fujimori ; VQ : Chantal Baril) : Patti
- Lindsay Duncan (VF : Elisabeth Wiener ; VQ : Isabelle Miquelon) : Katherine
- Raoul Bova (VF : Taric Mehani ; VQ : Pierre Pinchiaroli) : Marcello
- Vincent Riotta (en) (VF : Depas Ruggero ; VQ : Luis de Cespedes) : Martini
- Mario Monicelli : Vieil homme avec des fleurs
- Roberto Nobile : Placido
- Anita Zagaria : Fiorella
- Evelina Gori : Nona Cardinale
- Giulia Steigerwalt : Chiara
- Pawel Szajda (VF : Christophe Lemoine) : Pawel
- Valentine Pelka : Jerzy
- Massimo Sarchielli : Nino
- Claudia Gerini : Madame Raguzzi
- Laura Pestellini : Comtesse
- Dan Bucatinsky (VQ : Daniel Lesourd) : Rodney
- David Sutcliffe : Ed
- Kate Walsh (VF : Julie Dumas) : Grace
- Don McManus : Homme désobligeant
- Matt Salinger : Collègue
- Elden Henson : Auteur
- Jack Kehler : Gérant
- Jeffery Jones : Touriste
- Marit Nissen : Femme allemande
- Ralph Palka : Homme allemand
- Marco Bonini : Invité
- Salvatore Lazzaro : Un ouvrier
- Jeffrey Tambor : Avocat du divorce  (non crédité)

## Nominations
- 2004 : Nomination aux Hollywood Makeup Artist and Hair Stylist Guild Awards du Best Contemporary Hair Styling - Candy L. Walken pour la coupe de cheveux de Diane Lane[6]
- 2004 : Nomination au Golden Globe de la meilleure actrice dans un film musical ou une comédie - Diane Lane[7]
- 2004 : Nomination à l'ADG Excellence in Production Design Award du film contemporain - Stephen McCabe, Gianni Giovagnoni, Franco Fumagalli et Egidio Spugnini[8]
- 2004 : Nomination au prix GLAAD Media de l'Outstanding Film - Wide Release[9]
- 2004 : Nomination au Satellite Award de la meilleure actrice dans un film musical ou une comédie - Diane Lane[10]